# Mariano Santo

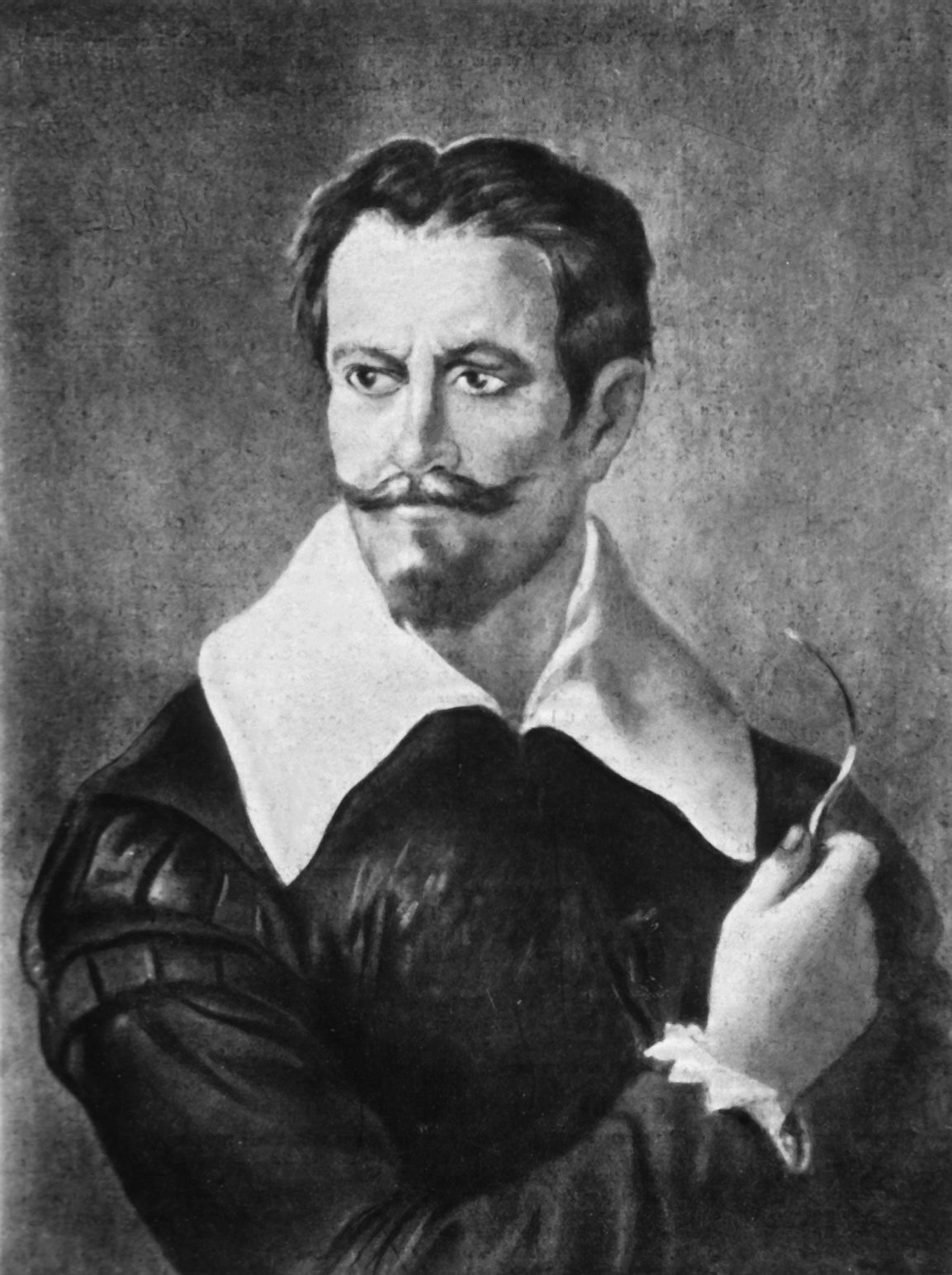
Mariano Santo

Mariano Santo, latinisiert Marianus Sanctus, (* 1488 in Barletta; † zwischen 1565 und 1596 in Rom) war ein italienischer Chirurg.

## Leben
Mariano Santo studierte in Neapel und Rom und erhielt eine chirurgische Ausbildung bei Giovanni da Vigo (1450–1525). Ab 1516 war er als Chirurg am Hospital Santa Maria della Consolazione in Rom. 1522 wurde er promoviert. 1526 wurde er Leibarzt der Patrizierfamilie Trivulzi in Mailand. Nach Teilnahme am Krieg von Karl V. gegen Sultan Suleiman II. ließ er sich 1535 in Venedig nieder. Um 1555 war er einige Jahre auf der Insel Curzola und danach wieder in Rom.
Er führte die von seinem Lehrer Giovanni de Romanis eingeführte Steinschnitttechnik mit dem Apparatus maior und entwickelte sie weiter. Dafür entwickelte er neue Instrumente wie die Perinealsonde. Mariano Santo veröffentlichte darüber auch zwei Bücher, die die Kenntnis darüber verbreiteten. Er wandte die Gefäßligatur zur Blutstillung an.

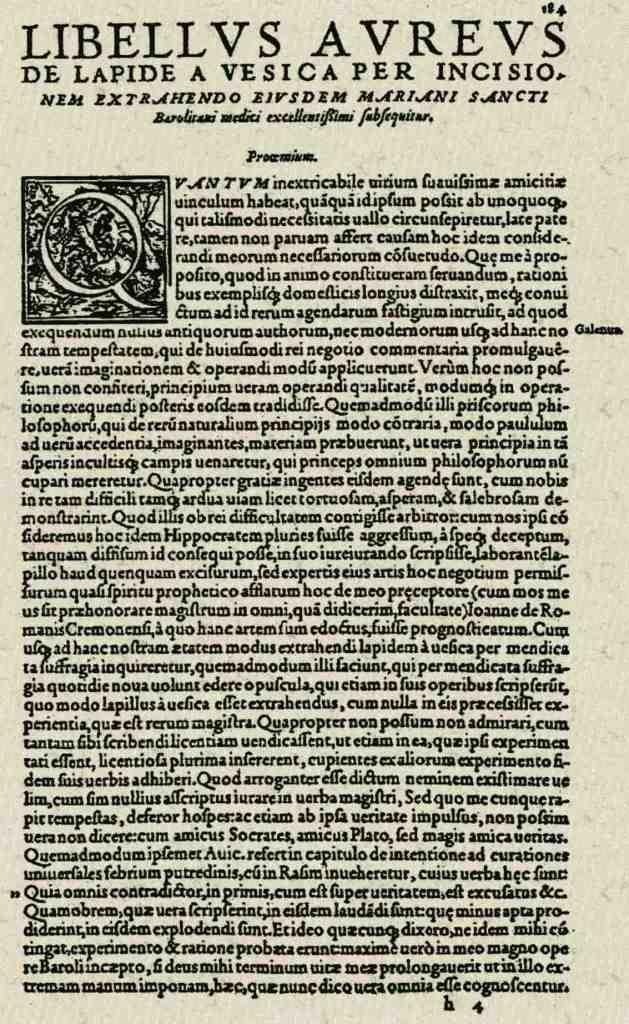
Libellus aureus de lapide a vesica per incisionem extrahendo, 1522

## Schriften
- Compendium in chirurgia, Rom 1516
  - Opera domini Joannis de Vigo in chirurgia. Myt, Lyon 1521 (Digitalisat bsb)
  - Opera Domini Joannis de Vigo in Chyrurgia. Iohannes de Cambray, Lyon 1531 (Digitalisat bsb)
  - Opera Domini Joannis de Vigo in chyrurgia. Moylin, Lyon 1534 (Digitalisat bsb)
  - Compedio di Cirurgia. Venedig 1568 (Digitalisat bsb)
- Commentaria in Avicennae textum de apostematibus calidis : de contusione et attractione … Rom 1526
  -  Commentaria nuper in lucem aedita in Avicennae textum de apostematibus calidis … Venedig 1543 (Digitalisat bsb)
- De lapide ex vesica per incisionem extrahanda. Venedig 1535
  - De lapide renum curiosum opusculum nuperrime in lucem aeditum, eiusdem De lapide vesicae per incisionem extrahendo sequitur aureus libellus Paris 1540 (Digitalisat bsb), google books
- Libellus de quiddationibus, de modo examinandi medicos chirurgos. Venedig 1543
- De ardore urinae et difficultate urinandi Libellus. Venedig 1558